# Joanna Błaszczak
Joanna Stanisława Błaszczak (ur. 27 czerwca 1971 w Częstochowie, zm. 8 lipca 2021 w Berlinie) – polska językoznawczyni, doktor habilitowany nauk humanistycznych, profesor nadzwyczajny Instytutu Filologii Angielskiej Wydziału Filologicznego Uniwersytetu Wrocławskiego.

## Życiorys
W 1995 ukończyła studia z językoznawstwa na Uniwersytecie Humboldtów w Berlinie. W 2000 uzyskała tamże doktorat. W 2008 habilitowała się w Uniwersytecie Wrocławskim na podstawie pracy zatytułowanej Składnia fazowa: Dopełniacz negacji w języku polskim. W lutym 2021 nadano jej tytuł profesora. W latach 2001–2008 wykładała na Uniwersytecie w Poczdamie. Od 2008 była zatrudniona na stanowisku profesora nadzwyczajnego w Instytucie Filologii Angielskiej na Wydziale Filologicznym Uniwersytetu Wrocławskiego.
Córka Janusza i Aleksandry. Pochowana na Cmentarzu Kule w Częstochowie.